# Atlamaxátl
Atlamaxátl är en ort i Mexiko.   Den ligger i kommunen Matlapa och delstaten San Luis Potosí, i den sydöstra delen av landet, 210 km norr om huvudstaden Mexico City. Atlamaxátl ligger 179 meter över havet och antalet invånare är 885.
Terrängen runt Atlamaxátl är huvudsakligen kuperad, men åt sydväst är den bergig. Runt Atlamaxátl är det ganska tätbefolkat, med 67 invånare per kvadratkilometer. Närmaste större samhälle är Tamazunchale, 6,8 km sydost om Atlamaxátl. I omgivningarna runt Atlamaxátl växer huvudsakligen savannskog.